# Talgat Tadzjoeddin
Talgat Safitsj Tadzjoeddin (Russisch: Талгат Сафич Тадзетдинов, Tataars: Тәлгать Сафа улы Таҗетдин Tälğät Safa ulı Tacetdin; Kazan, 12 oktober 1948) is een Russische Sjeikh ul-Islam van Tataarse afkomst. In de periode 1992-2015 was hij de Grootmoefti van Rusland en het hoofd van het Centrale Spirituele Dictoraat van Moslims in Rusland (Russisch: Центральное духовное управление мусульман России; afkort ЦДУМ)

## Leven
Talgat Tadzjoeddin werd op 12 oktober 1948 in Kazan, destijds onderdeel van de Sovjet-Unie, geboren. Zijn ouders waren etnische Wolga-Tataren. In 1966 begon hij een studie aan de Madrassa van Boechara, die hij in 1973 succesvol afrondde. In 1978 studeerde hij aan de Al-Azhar-universiteit te Caïro (Egypte).
Na het afronden van zijn studie werd hij in 1973 gekozen als tweede imam khatib van de historische Märcani-moskee in Kazan en in 1978 werd hij de eerste imam van deze moskee. Op 19 juni 1980 werd hij verkozen tot moefti en voorzitter van het Spirituele Directoraat van Moslims in de USSR en Siberië (DUMES), een van de vier van dergelijke directoraten in de USSR toen.

## Onderscheidingen
- Orde van de Vriendschap (21 september 1998)
- Orde van de Eer (12 oktober 2008)
- Orde van Verdienste voor het Vaderland